# Черноплечий дымчатый коршун
Чернопле́чий ды́мчатый ко́ршун (лат. Elanus axillaris) — вид птиц семейства ястребиных. Подвидов не выделяют.

## Таксономия
Впервые черноплечий дымчатый коршун был описан английским орнитологом Джоном Лэтэм в 1802 году как Falco axillaris. В 1851 году британский зоолог Эдвард Блит перенёс данный вид в подсемейство дымчатых коршунов в составе семейства ястребиных. 

## Описание
Длина тела черноплечих дымчатых коршунов варьируется от 35 до 38 см, размах крыльев — от 80 до 95 см, а средняя масса составляет 291 г. Окраска белая, с серыми крыльями и своеобразными чёрными "плечами".

## Распространение
Данный вид распространён в Австралии.